# Virginia Slims of Indianapolis (жовтень) 1985
Virginia Slims of Indianapolis 1985 — жіночий тенісний турнір, що проходив на відкритих кортах з твердим покриттям Indianapolis Racquet Club в Індіанаполісі (США) в рамках Світової чемпіонської серії Вірджинії Слімс 1985. Відбувся вшосте і тривав з 7 до 13 жовтня 1985 року. Друга сіяна Бонні Гадушек здобула титул в одиночному розряді.

## Фінальна частина

### Одиночний розряд
Бонні Гадушек —  Пем Кеселі 6–0, 6–3
- Для Гадушек це був 4-й титул в одиночному розряді за сезон і 5-й — за кар'єру.

### Парний розряд
Бонні Гадушек /  Мері-Лу П'ятек —  Пенні Барг /  Сенді Коллінз 6–1, 6–0